# スリヤー・シンムイ
スリヤー・シンムイ（英: Suriya Singmui、タイ語: สุริยา สิงห์มุ้ย、1995年7月4日 - ）は、タイ・ソンクラー出身のサッカー選手。タイ・プレミアリーグ・ランプーン・ウォリアー所属。タイ代表。ポジションはディフェンダー。

## 来歴

### クラブ
2013年、ムアントン・ユナイテッドFCへ加入した。2017年、チェンライ・ユナイテッドFCへ移籍した。

## 所属クラブ
ユース経歴
- 2012年 JMGアカデミー

プロ経歴
- 2013年 - 2016年  ムアントン・ユナイテッドFC
  - 2013年 → ナコーンナーヨックFC (期限付き移籍)
  - 2016年 → BECテロ・サーサナFC (期限付き移籍)
- 2017年 -  チェンライ・ユナイテッドFC